# 加布杜勒哈伊·阿哈托夫

加布杜勒哈伊·阿哈托夫

加布杜勒哈伊·阿哈托夫（1927年9月8日—1986年11月25日，苏联鞑靼斯坦），世界著名的语言学家、东方学家、教授。著有200多本书籍和文章的作者。通晓数种语言。